# Чернишов Феодосій Миколайович
Феодосій Миколайович Чернишов, рос. дореф. Ѳеодосій Николаевичъ Чернышевъ; нар. 12 (24) вересня 1856, Київ — пом. 2 (15) січня 1914) — російський геолог і палеонтолог, дійсний член Імператорської Санкт-Петербурзької академії наук, директор Геологічного комітету, голова відділення фізичної географії Російського географічного товариства.

## Біографія
Феодосій Миколайович народився 1856 року в Києві, навчався в київській гімназії, потім у Морському училищі та Петербурзькому гірничому інституті, закінчивши який у 1880 році, почав проводити геологічні дослідження на Середньому Уралі. У 1882 році він обраний до складу Геологічного комітету, а в 1903 році призначений його директором. У 1897 році став ад'юнктом Петербурзької академії наук, у 1899 році — екстраординарним, а в 1909 році — ординарним академіком. У 80-х роках XIX століття щорічно працював на Південному Уралі. В результаті проведених польових досліджень він розробив стратиграфію палеозойських відкладень Уралу, підтверджену рядом палеонтологічних монографій (1884—1893). Стратиграфічна схема Чернишова використовувалася і для подальших робіт не тільки на Уралі, але і на Алтаї, в Арктиці і Середній Азії. Наприкінці 1880-х років він керував науковою експедицією, направленою на вивчення Тиманського краю, з 1892 року кілька років очолював роботи по геологічній зйомці Донбасу, в 1895 році проводив дослідження на Новій Землі, в 1899—1902 роках — на Шпіцбергені, де він був начальником експедиції з організації градусних вимірювань.
У 1903 році Чернишов займався вивченням Андижанського землетрусу в Ферганській області. Очолював відділення фізичної географії Імператорського російського географічного товариства.
Він активно брав участь у роботах сесій Міжнародного геологічного конгресу. Був почесним членом багатьох російських та іноземних наукових установ і товариств. Його ім'ям названо кряж на Північному Уралі, хребет в Амурській області та ряд інших географічних об'єктів.
Феодосій Чернишов удостоєний багатьох премій і медалей від мінералогічного товариства та академії наук, а також вищої Костянтинівської медалі Імператорського російського географічного товариства.
Похований на Смоленському православному кладовищі в Санкт-Петербурзі.

## Громадська позиція
- Академік Феодосій Чернишов в листі від 22 лютого 1905 року виразно охарактеризував важке становище науки і вищої школи в Російській імперії:

## Наукові праці
Найбільш значні публікації Ф. Чернишова:
- Матеріали з вивчення девонських відкладень Росії (1884)
- Фауна нижнього девону західного схилу Уралу (1885)
- Фауна сусіднього і верхнього девону західного схилу Уралу (1887)
- Опис центральної частини Південного Уралу (1889)
- Aperçu sur les depôts posttertiaires au Nord et à l'est de la Russie d'europe (1891)
- Фауна нижнього девону східного схилу Уралу (1893)
- Орографічний нарис 139 листа геологічної карти Росії (спільно з А. Карпінським, 1897)
- Верхньокам'яновугільні брахіоподи Уралу і Тімана (1902)

## Нагороди та премії
- Орден Святого Станіслава 2 ступеня (1886)
- Орден Святої Анни 2 ступеня (1890)
- Орден Святого Володимира 4 ступеня (1894)
- Орден Святого Володимира 3 ступеня (1896)
- Орден Святого Станіслава 1 ступеня (1903)
- Орден Святої Анни 1 ступеня (1906)
- Премія імені Л. А. Спендіарова (1906 на 10-му Міжнародному геологічному конгресі у  Мехіко) — за роботу «Верхньокам'яновугільні брахіоподи Уралу і Тіману»[8]

## Ушанування пам'яті
Іменем Феодосія Чернишова названі:
- Центральний науково-дослідний геологорозвідувальний музей імені академіка Ф. М. Чернишова
- Гряда Чернишова — Полярний урал.